# 肯德爾／麻省理工學院站
肯德爾／麻省理工學院站（英語：Kendall/MIT station）位于美國麻薩諸塞州劍橋市主街和百老汇大道路口，是的波士顿地鐵红线地铁站。车站位于肯德爾廣場，服务于临近商業區和麻省理工學院。肯德爾／麻省理工學院站为无障碍车站，設有兩個側式月台和兩條軌道，于1912年3月与劍橋地鐵一同开通。作为地铁艺术项目的一部分，肯德尔站轨道之间设有一座公共藝術雕塑，名为《肯德爾樂隊》。雕塑的控制器位於月台上，乘客可以通过操纵杆与雕塑进行互动。

## 歷史
劍橋地鐵在1912年3月23日通車，地铁往返于公園街站和哈佛站，其间設有中央广场和肯德爾兩站。由20世紀初至1970年代其间，麻薩諸塞灣交通局在肯德爾廣場站正上方地表營運一座發電廠，包括旋轉變流機以便將交流電轉換為600伏特直流電，供給地鐵第三軌。後來這座發電廠遭到拆除，由百老匯和主街之間的辦公大樓取代。

### 改名和重建
麻薩諸塞灣交通局曾對此站進行多次改名。1978年8月7日，此站改名為肯德爾／麻省理工學院站以反映鄰近的麻省理工學院。1982年12月2日，哥倫比亞站改名肯尼迪圖書館／麻薩諸塞大學站，肯德爾／麻省理工學院站改名為劍橋中心／麻省理工學院站，不過多數站牌都沒有改動 。
交通局在沒有公眾參與下忽然改名的行為引來許多投訴，並指新名稱將與紅線下一站所在的中央廣場混淆。1985年6月26日改回原名。
1980年代期間，交通局重建肯德爾／麻省理工學院站以及其他紅線車站，包括將月台延長至六節和安裝無障礙升降機。重建車站在1987年10月完成，六節列車則在1988年1月21日啟動運行。

## 车站结构
| G  | 地面               | 出入口                                      |
| B1 | 侧式站台，右侧开门 | 侧式站台，右侧开门                          |
| B1 | 出城               | 往灰西鲱 （中央广场）                       |
| B1 | 入城               | 往阿什蒙特或布伦特里 （查尔斯／麻省总医院） |
| B1 | 侧式站台，右侧开门 |                                             |

## 公交换乘
- CT2：沙利文广场站 - 肯德尔／麻省理工学院站 - 拉格尔斯站（英语：Ruggles (MBTA station)）
- 64：橡树广场站（英语：Oak Square (MBTA station)） - 北比肯街 - 剑桥大学园或肯德爾／麻省理工學院站
- 68：哈佛/霍利奥克大门 - 百老汇大道 - 肯德爾／麻省理工學院站
- 85：春山 - 夏街 - 联合广场 - 肯德爾／麻省理工學院站

### 《肯德爾樂隊》
1986年至1988年間，马萨诸塞湾交通局在此站紅線軌道之間安裝了藝術家保羅·馬蒂斯的互動式音樂雕像《肯德爾樂隊》。该公共艺术属于地铁藝術项目的一部分，花費了9萬元興建。該雕像包括三個音樂設施：《畢達哥拉斯》、《開普勒》和《伽俐略》，分別由兩個地鐵月台的控制捍控制。雖然馬蒂斯对艺术品维护了幾十年，但仍然日久失修。2010年起，一群麻省理工學院學生開始对雕像进行修复，《畢達哥拉斯》在2011年5月恢復部分運作。

## 外部連結
- MBTA - Kendall （页面存档备份，存于）
- 谷歌地图街景: outbound headhouse, inbound headhouse, secondary entrances